# Comandante Andresito
Comandante Andresito é uma localidade e cidade argentina, Província de Misiones, departamento General Manuel Belgrano. As principais atividades econômicas são o cultivo de erva mate, pecuária, além do intercâmbio comercial e ecoturismo. Possui uma população de 14.268 habitantes.
A cidade faz fronteira com a cidade de Capanema no estado brasileiro do Paraná